# Óscar Alejandro
Óscar Alejandro Pérez Martínez (Valencia, 14 de octubre de 1986) es un youtuber, periodista, conductor de televisión y locutor de radio venezolano naturalizado estadounidense.

## Carrera

### Inicios
Pérez nació en Valencia, Estado Carabobo el 14 de octubre de 1986. Realizó sus estudios superiores en Comunicación Social, especializándose en Audiovisuales en la Universidad Arturo Michelena. Inició su carrera en los medios de comunicación a una edad temprana; entre 1992 y 1995, colaboró en varios programas unitarios para NCTV Canal 36 y fue la imagen oficial de Telecaribe Canal 66.
Inició su carrera radial en 2002 en la emisora La Mega de Valencia 95.7 FM, participando en los programas Zoociedad Mega y Alta Tensión. En 2004, copresentó el programa Rueda Libre en la cadena WOAO 88.1 FM. Desde septiembre de 2005 hasta julio de 2008 condujo y produjo el programa Comiendo Flecha, también para la emisora La Mega de su ciudad natal.

### Venevisión
En 2008, trasladó su residencia a Caracas para incorporarse a Venevisión. Inicialmente, participó en la producción de programas informativos como Noticias Venevisión y Encuentro con los Estudiantes, ejerciendo como reportero en este último durante 2011. En diciembre de ese mismo año asumió temporalmente el papel de «la voz de Venevisión» en reemplazo de Winston Vallenilla, y en 2012 se convirtió en el primer reportero de un show humorístico en la televisión venezolana a través de su participación en ¡A que te ríes! Durante su experiencia como corresponsal, cubrió algunos eventos de relevancia vinculados al ámbito humorístico en Venezuela.
Mientras residía en la capital venezolana, resultó finalista del concurso «El nuevo rostro Banesco», asumiendo el papel de imagen del banco en sus plataformas de redes sociales. Con el respaldo de las agencias publicitarias JWT y Drafft FCB, prestó su voz para campañas de marcas como Maltín Polar o ViPPO.

### Llegada a los Estados Unidos y actualidad
En enero de 2015 optó por internacionalizar su carrera trasladándose a Miami, Florida, donde se unió a Luis Luyando Management como coordinador de casting. En 2017 empezó a producir videos para el canal de YouTube que lleva su mismo nombre; en este espacio, Pérez ha recorrido varios países del mundo documentado sus costumbres y recopilando datos de interés turístico.
En 2019 participó en el programa Caso cerrado de Ana María Polo, transmitido a toda América Latina por la cadena Telemundo, calificando su experiencia como «humillante y horrible». Ese mismo año empezó a presentar un pódcast titulado «Demasiado transparente», el cual se extendió a lo largo de 105 episodios. En la actualidad, su canal de YouTube cuenta con cerca de dos millones de seguidores.

## Detención
El 31 de marzo de 2024 fue detenido en el Aeropuerto Simón Bolívar de Maiquetía, Venezuela, cuando se disponía a viajar al parque nacional Canaima con su madre y hermano para celebrar sus cumpleaños. Durante el proceso de check-in, fue informado por agentes del Cuerpo de Investigaciones Científicas, Penales y Criminalísticas (CICPC) de una orden de detención (auto de detención) en su contra por supuestos delitos relacionados con terrorismo y actos de odio, lo cual le impidió abordar el vuelo.
La acusación se basó en un video publicado en agosto de 2023 en su canal de YouTube, en el cual, durante un recorrido nocturno por Caracas, hizo un comentario sobre la sede de un edificio financiero, al respecto de un supuesto de dinamitarlo. Este comentario generó preocupaciones sobre la interpretación y la aplicación de las leyes de seguridad nacional en el contexto de expresiones y críticas sociales en plataformas digitales. Pérez negó cualquier intención de perturbar la paz y aseguró que su comentario fue sacado de contexto. Fue presentado ante un juez el 1 de abril de 2024, quien determinó la falta de pruebas contundentes para considerarlo terrorista, ordenando su libertad plena y dejando sin efecto los cargos que se le acusaron.

## Premios y reconocimientos
Pérez recibió el Botón de Plata de YouTube al superar los 100,000 suscriptores, y el 14 de octubre de 2021 fue galardonado con el Botón de Oro tras alcanzar el millón. 
En 2018 ganó el premio «YouTube Next Up» en Los Ángeles, California, galardón que le permitió formarse en técnicas de grabación y edición, además de recibir coaching para generar contendido viral.

## Vida privada
Óscar Alejandro ha declarado abiertamente en varias ocasiones ser parte de la comunidad LGBT. Actualmente reside en la ciudad de Miami, Estados Unidos.